# 乔·多尔洪
约瑟夫·多尔洪（英語：Joseph Dolhon，1927年7月9日—1981年1月5日），美国NBA联盟前职业篮球运动员。